# Familienneurose
Die Familienneurose (auch systemische Familienneurose) ist ein Begriff aus der Familientherapie bzw. der Gruppenpsychotherapie (systemische Therapien); er bezeichnet eine neurotische Beziehung der Familienmitglieder untereinander und geht davon aus, dass ein Familienmitglied Symptomträger eines gestörten Familienprozesses ist. Durch die Familientherapie wird die Kommunikationsfähigkeit der einzelnen Familienmitglieder verbessert, und es werden Spannungen innerhalb der Familie abgebaut.